# Rise to Remain
Rise to Remain war eine 2006 gegründete, britische Metalcore-/Heavy-Metal-Band aus London.

## Geschichte
Die Gruppe wurde Ende des Jahres 2006 durch den Leadgitarristen Ben Tovey und dem Rhythmusgitarristen Will Homer in London unter dem Namen Halide gegründet. Anfang 2007 stießen mit Austin Dickinson, Theo Tan, Audrey Jackson-Blake und Ali White ein Sänger, ein Bassist, ein Keyboarder und ein Schlagzeuger zu dem Duo. Unter diesem Bandnamen erschien noch im Gründungsjahr die Debüt-EP Illusive Existence, ehe die Gruppe im darauffolgenden Jahr ihren Namen in Rise to Remain ändern sollte.
Im Jahr 2008 erschien mit Becoming One ihre zweite EP. Die Musiker gaben zunächst vermehrt lokale Konzerte als Vorband für Gruppen wie Exit Ten und The Red Shore aus Australien, ehe die Band mit Holy Grail eine Co-Headliner-Tournee im Vereinigten Königreich absolvierte und im Vorprogramm für Szenegrößen wie Five Finger Death Punch, Trivium, Shadows Fall und The Haunted zu sehen war. Außerdem spielte Rise to Remain auf den großen Musikfestivals Sonisphere und Download.
Während der Aufnahmen ihrer EP Bridges Will Burn wurde die Band von Transcend Music unter Vertrag genommen. Allerdings wurde die EP kostenfrei durch das britische Metal Hammer veröffentlicht, da der Vertrag mit dem Label als unzureichend betrachtet wurde und sie Transcend Music schnell wieder verließen. Mitte 2010 gewann Rise to Remain sowohl einen Metal Hammer Golden God Award als auch einen Kerrang! Award als „Best Newcomer“. Ende des Jahres 2010 eröffnete die Gruppe Korns Konzertreise durch das Vereinigte Königreich, absolvierte eine Handvoll Konzerte mit Funeral for a Friend und war abschließend Teil einer Europatournee mit Bullet for My Valentine. Die Gruppe musste eine geplante Konzertreise mit Suicide Silence und As I Lay Dying im Vereinigten Königreich aufgrund der Teilnahme an dieser Europatour absagen. Im Dezember 2010 spielte Rise to Remain eine Konzertreise im Vereinigten Königreich mit Hatebreed.
Zwischen Juli und November des Jahres 2010 arbeiteten die Musiker mit dem Produzenten Colin Richardson an ihrem Debütalbum City of Vultures, welches nach einer Unterschrift bei EMI Records am 5. September 2011 offiziell veröffentlicht wurde und auf Platz 83 in den britischen Albumcharts einstieg. Anfang 2011 war die Gruppe im Vorprogramm von Iron Maiden in Singapur und Indonesien sowie Teil des Soundwave Festivals in Australien. Im Sommer absolvierte die Gruppe mehrere Festivalauftritte, darunter auf dem Download-Festival, dem Sonisphere, dem Hevy Festival und dem Graspop Metal Meeting. Der Gruppe wurde angeboten, eine Konzertreise durch die Vereinigten Staaten als Vorband für Chimaira zu touren, jedoch wurde die Band aus der Tourbesetzung gestrichen, nachdem diese das Angebot annahmen, für Machine Head in den Vereinigten Staaten zu spielen. Mit In Flames wurde eine Europatournee gespielt, die von Ghost begleitet wurde.

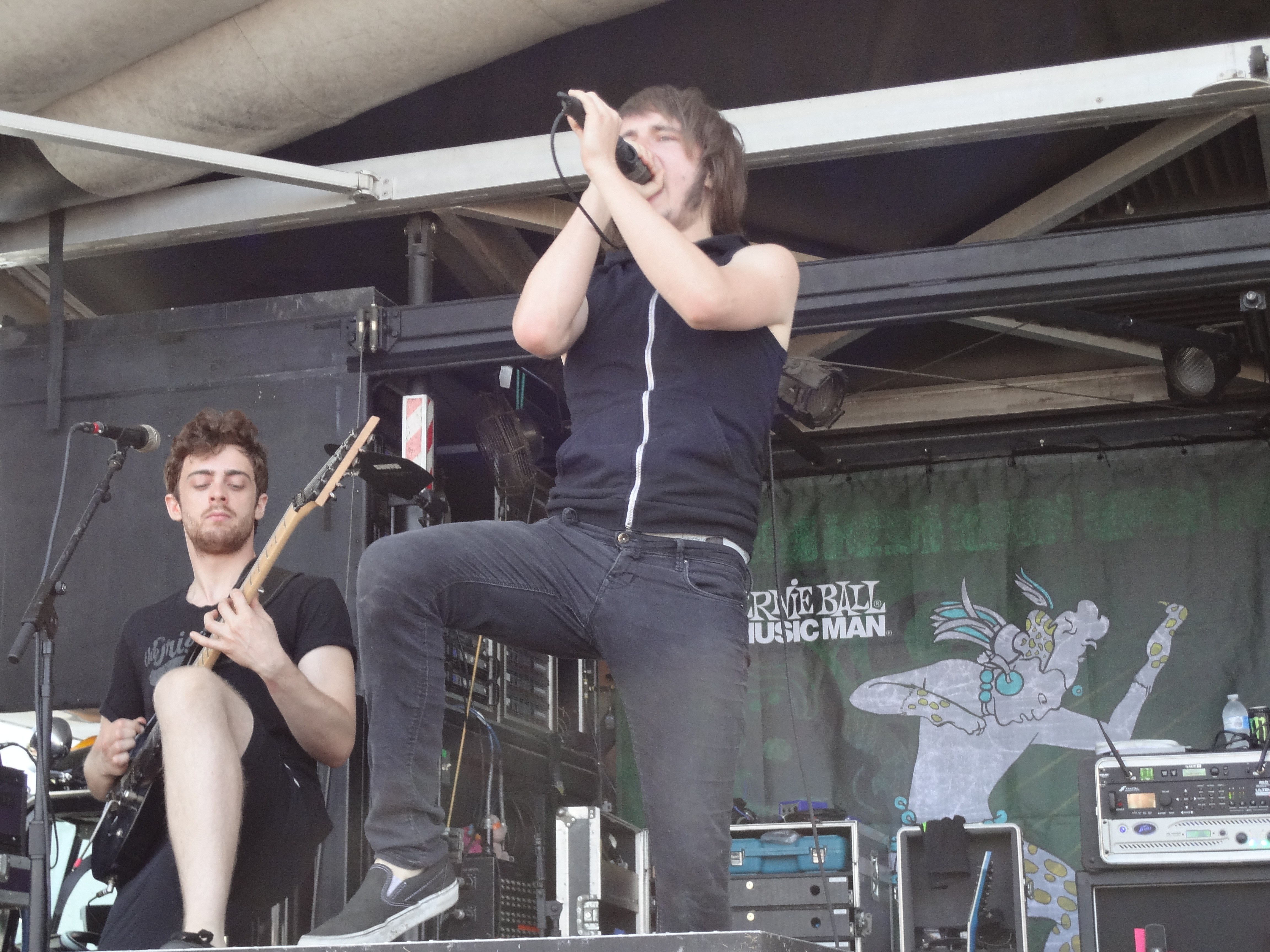
Rise to Remain (2012)

Rise to Remain coverte das Lied Breed aus dem Album Nevermind von Nirvana für ein durch das Musikmagazin Kerrang! veröffentlichtes Coveralbum zum 20. Jubiläum des Albums. Anfang Januar des 2012 sollte die Band mit Machine Head eine weitere Nordamerikatournee spielen. Diese wurde jedoch abgesagt, nachdem Joe Copcutt und Pat Lundy die Gruppe verließen. Während Lundy Lundy sich Funeral for a Friend anschloss, wurde Copcutt Teil der britisch-kanadischen Band AxeWound. Danach hatte die Gruppe mit Besetzungsschwierigkeiten zu kämpfen, sodass Rise to Remain erst im Sommer des Jahres 2012 als Teil der Warped Tour absolvieren konnten.
2013 begann die Gruppe mit den Arbeiten an ihrem zweiten Album, welches jedoch nicht mehr erscheinen sollte. Die Musiker gaben nach der Veröffentlichung einer Singleauskopplung Anfang 2014 im Januar des darauffolgenden Jahres ihre Auflösung bekannt. Austin Dickinson gründete mit Will Homer und Conor O’Keefe die Band As Lions.

## Stil
Rise to Remain war eine Metalcore-Band mit musikalischen Wurzeln im Heavy Metal, im Hard Rock und im Hardcore Punk. Austin Dickinson nannte als musikalische Einflüsse Gruppen wie Killswitch Engage, Lamb of God, Slipknot, Pantera, Metallica, Deftones, As I Lay Dying, Parkway Drive und Unearth. Als persönliche Einflüsse nannte Dickinson zudem Chino Moreno, Mike Patton und Jesse Leach.

## Diskografie
- 2007: Illusive Existence (EP, Eigenproduktion)
- 2008: Becoming One (EP, Eigenproduktion)
- 2010: Bridges Will Burn (EP, Eigenproduktion)
- 2011: City of Vultures (EMI Records)

## Auszeichnungen
- Kerrang! Awards
  - 2010: Best British Newcomer (gewonnen)
- Metal Hammer Golden Gods
  - 2010: Best Newcomer (gewonnen)